# Козерук Василь Петрович
Василь Петрович Козерук (нар. 15 січня 1927, село Криничани, тепер Дунаєвецького району Хмельницької області — 2 грудня 2019, місто Київ) — український радянський діяч, міністр фінансів УРСР, депутат Верховної Ради УРСР 10—11-го скликань. Член Ревізійної Комісії КПУ в 1976—1981 рр. Член ЦК КПУ в 1981—1990 рр.

## Біографія
Народився в селянській родині, з восьми років залишився без батьків. У 1944—1945 роках служив у Радянській армії.
З 1945 року — старший бухгалтер Сиваської інспекції державного страхування Херсонської області. З 1947 року — бухгалтер, економіст підприємств і установ міста Харкова.
У 1961 році закінчив Одеський кредитно-економічний інститут.
З 1961 по грудень 1973 року — старший економіст, начальник бюджетного відділу, заступник завідувача, завідувач фінансового відділу Харківського облвиконкому.
Член КПРС з 1964 року.
У 1973—1979 роках — 1-й заступник міністра фінансів Української РСР.
22 серпня 1979 — 6 березня 1987 року — міністр фінансів Української РСР.
У 1979—1987 роках — голова Українського відділення Товариства радянсько-в'єтнамської дружби (тепер — Товариство «Україна-В'єтнам»).
Про різні періоди своєї діяльності докладно написав у книжці «Наставники і друзі (життєві спогади)» (2002).

## Нагороди
- ордени
- медалі
- дві Почесні грамоти Президії Верховної Ради Української РСР (14.01.1977, 14.01.1987)